# Aleksandrs Priede
Aleksandrs Priede (* 31. Julijul. / 13. August 1907greg. im Bezirk Salaspils; † 3. August 1978 in Lēdurga) war ein lettischer Fußballspieler.

## Karriere
Aleksandrs Priede spielte zunächst für die Fußballmannschaft der Lettischen Sozialdemokratischen Arbeiterpartei. Ab 1929 setzte er seine Vereinskarriere beim ASK Riga und RFK Riga fort. Mit dem RFK Riga wurde er in den 1930er Jahren zweimal lettischer Meister. 
Am 28. Juli 1929 debütierte Priede in der lettischen Nationalmannschaft in einem Länderspiel gegen Schweden in Malmö. Das Spiel wurde mit 0:10 verloren. Mit der lettischen Landesauswahl nahm er 1929 am Baltic Cup teil. In der Partie gegen Estland erzielte er sein erstes von drei Toren im Nationaltrikot.
Insgesamt absolvierte er 15 Länderspiele für Lettland, in denen der Stürmer dreimal traf.

## Erfolge
mit RFK Riga:
- Lettischer Meister: 1931, 1934